# Something Just like This
Singles de The Chainsmokers
Paris
(2017) Honest
(2017)
Singles par Coldplay
Everglow
(2016) Miracles (Someone Special)
(2017)
Pistes de Memories...Do Not Open
Don't Say My Type
Something Just like This est une chanson du duo de musique électronique américain The Chainsmokers et du groupe de rock anglais Coldplay. Elle est sortie le 22 février 2017 en tant que deuxième single du premier album de The Chainsmokers Memories...Do Not Open et en tant que premier single du treizième EP de Coldplay Kaleidoscope EP.
La chanson a atteint le top 10 de plusieurs classements internationaux, notamment la 2e place au UK Singles Chart au Royaume-Uni et dans l'ARIA chart en Australie. Elle a atteint la 3e place aux États-Unis dans le Billboard Hot 100. D'autre part, la chanson a été nommée pour le Grammy Award de la meilleure performance d'un duo ou groupe pop à la 60e cérémonie des Grammy Awards.

## Historique
En septembre 2016, les Chainsmokers ont partagé deux courts clips sur une chanson future avec Chris Martin comme interprète.
Le 22 février 2017 Spotify a prématurément posté une publicité bannière en haut de la page principale de leur site avec un lien "Ecouter maintenant". Ce même jour, Coldplay a chanté Something Just like This avec les Chainsmokers sur la scène des Brit Awards de 2017 à l'O2 Arena à Londres en Angleterre. Ils ont ensuite chanté la chanson aux iHeartRadio Music Awards de 2017 à The Forum à Inglewood en Californie le 5 mars 2017 et sur leur tournée A Head Full of Dreams Tour depuis la représentation de Singapour le 31 mars 2017. La chanson a été interprétée à nouveau au concert de charité One Love Manchester pour les victimes de l'attentat du 22 mai 2017 à Manchester le 4 juin 2017.

## Clip vidéo
Un clip vidéo avec les paroles est sorti le 22 février 2017 sur la chaîne Vevo des Chainsmokers. Le 17 avril 2019, la vidéo avait reçu plus de 1.6 milliard de vues et était classée 55e des clips les plus vus sur YouTube. Le clip a été réalisé par James Zwadlo.

## Composition
La chanson est écrite en si mineur et a un tempo de 103 pulsations par minute. Elle suit une progression de cordes de G(add9)–Asus–Bm–Asus et les voix s'étendent d'un sol 2 octaves pour atteindre un sol 4 octaves.

## Performance dans les classements
En France, Something Just like This est entrée dans les classements à la 25e place en mars 2017 pour culminer à la 17e place au mois de juin. Elle a passé 32 semaines dans le top 100 et 48 en tout dans les classements. En huit mois, le single s'est vendu à 250 000 exemplaires, obtenant ainsi la certification de diamant.
Something Just like This a démarré à la 56e place du Billboard Hot 100, mais lors de la deuxième semaine, la chanson est remontée à la cinquième place, devenant le troisième single des Chainsmokers à se classer dans le top 5 après Don't Let Me Down et Closer. La chanson est également devenue le deuxième single de Coldplay à se classer dans le top 5 après Viva la Vida. De plus, elle est devenue le 5e top 10 pour The Chainsmokers et le 4e pour Coldplay dans ce même classement. Depuis lros, la chanson a culminé à la troisième place du Billboard Hot 100. Le single a atteint sa millionième vente en juillet 2017. Elle est la sixième chanson la plus venue de 2017 aux États-Unis avec 1 348 000 copies vendues et 4 000 000 d'unités en incluant le  streaming.
Au Royaume-Uni, Something Just like This est entrée à la 33e place le 24 février 2017, atteignant sa meilleure position la semaine suivante à la deuxième place derrière Ed Sheeran et Shape of You. Elle a passé neuf semaines consécutives dans le top 10 et s'est classée 9e meilleure chanson de l'année 2017 au Royaume-Uni.

## Liste des pistes
| 1. | Something Just like This | 4:07 |

| 1. | Something Just like This (Alesso Remix)                    | 4:12 |
| 2. | Something Just like This (R3hab Remix)                     | 2:42 |
| 3. | Something Just like This (Dimitri Vegas & Like Mike Remix) | 3:50 |
| 4. | Something Just like This (Don Diablo Remix)                | 3:50 |
| 5. | Something Just like This (Jai Wolf Remix)                  | 2:56 |
| 6. | Something Just like This (ARMNHMR Remix)                   | 3:44 |

| 1. | Something Just like This (Tokyo Remix) | 4:33 |

## Crédits et personnel
The Chainsmokers
- Andrew Taggart – clavier
- Alex Pall – clavier

Coldplay
- Guy Berryman – basse
- Jonny Buckland – guitare principale
- Will Champion – batterie, chœurs, programmation
- Chris Martin – voix principales, piano

Production
- The Chainsmokers – production[24]
- DJ Swivel – production[24]

## Classements
| Classement (2017-18)                     | Meilleure position |
| ---------------------------------------- | ------------------ |
| Allemagne (Media Control AG)             | 4                  |
| Allemagne Dance (Official German Charts) | 2                  |
| Argentine (Monitor Latino)               | 19                 |
| Australie (ARIA)                         | 2                  |
| Autriche (Ö3 Austria Top 40)             | 2                  |
| Belgique (Flandre Ultratop 50 Singles)   | 1                  |
| Belgique (Wallonie Ultratop 50 Singles)  | 2                  |
| Brésil (Hot 100)                         | 3                  |
| Canada (Hot 100)                         | 3                  |
| Colombie (National-Report)               | 37                 |
| Danemark (Tracklisten)                   | 5                  |
| Espagne (PROMUSICAE)                     | 6                  |
| États-Unis (Hot 100)                     | 3                  |
| États-Unis (Adult Contemporary)          | 1                  |
| États-Unis (Adult Pop Songs)             | 1                  |
| États-Unis (Dance Club Songs)            | 9                  |
| États-Unis (Hot Dance/Electronic Songs)  | 1                  |
| États-Unis (Pop Airplay)                 | 1                  |
| États-Unis (Rhythmic Songs)              | 24                 |
| États-Unis (Rock Airplay)                | 8                  |
| Finlande (Suomen virallinen lista)       | 6                  |
| France (SNEP)                            | 17                 |
| France (SNEP Ventes)                     | 6                  |
| Hongrie (Rádiós Top 40)                  | 3                  |
| Hongrie (Single Top 40)                  | 5                  |
| Hongrie (Stream Top 40)                  | 3                  |
| Irlande (Irish Singles Chart)            | 3                  |
| Islande (RÚV)                            | 10                 |
| Italie (FIMI)                            | 3                  |
| Japon (Hot 100)                          | 11                 |
| Lettonie (Latvijas Top 40)               | 1                  |
| Liban (Lebanese Top 20)                  | 1                  |
| Malaisie (RIM)                           | 1                  |
| Mexique Airplay (Billboard)              | 2                  |
| Mexique Streaming (AMPROFON)             | 16                 |
| Mexique (Monitor Latino)                 | 3                  |
| Nouvelle-Zélande (RMNZ)                  | 5                  |
| Norvège (VG-lista)                       | 5                  |
| Paraguay (Monitor Latino)                | 9                  |
| Pays-Bas (Nederlandse Top 40)            | 4                  |
| Pays-Bas (Single Top 100)                | 6                  |
| Philippines (Hot 100)                    | 6                  |
| Pologne (ZPAV)                           | 1                  |
| Portugal (AFP)                           | 3                  |
| Roumanie Airplay (Media Forest)          | 2                  |
| Royaume-Uni (UK Singles Chart)           | 2                  |
| Royaume-Uni (UK Dance Chart)             | 1                  |
| Russie Airplay (Tophit)                  | 6                  |
| Singapour (RIAS)                         | 30                 |
| Slovaquie (IFPI Rádio)                   | 1                  |
| Slovaquie (IFPI Singles Digitál)         | 3                  |
| Slovénie (SloTop50)                      | 5                  |
| Suède (Sverigetopplistan)                | 4                  |
| Suisse (Schweizer Hitparade)             | 3                  |
| Tchéquie (IFPI Rádio)                    | 1                  |
| Tchéquie (IFPI Singles Digitál)          | 2                  |
| Ukraine Airplay (Tophit)                 | 29                 |

| Année | Chart                                   | Position |
| ----- | --------------------------------------- | -------- |
| 2017  | Allemagne (GfK Entertainment)           | 3        |
| 2017  | Argentine (Monitor Latino)              | 52       |
| 2017  | Australie (ARIA)                        | 5        |
| 2017  | Autriche (Ö3 Autriche Top 40)           | 4        |
| 2017  | Belgique (Flandre Ultratop)             | 3        |
| 2017  | Belgique (Wallonie Ultratop)            | 3        |
| 2017  | Canada (Hot 100)                        | 4        |
| 2017  | Danemark (Tracklisten)                  | 24       |
| 2017  | États-Unis (Hot 100)                    | 5        |
| 2017  | États-Unis (Adult Alternative Songs)    | 41       |
| 2017  | États-Unis (Adult Contemporary)         | 10       |
| 2017  | États-Unis (Adult Pop Songs)            | 2        |
| 2017  | États-Unis (Hot Dance/Electronic Songs) | 1        |
| 2017  | Hongrie (Rádiós Top 40)                 | 19       |
| 2017  | Hongrie (Single Top 40)                 | 12       |
| 2017  | Hongrie (Stream Top 40)                 | 8        |
| 2017  | Italie (FIMI)                           | 4        |
| 2017  | Nouvelle-Zélande (Recorded Music NZ)    | 8        |
| 2017  | Norvège (VG-lista)                      | 7        |
| 2017  | Pays-Bas (Single Top 100)               | 9        |
| 2017  | Pologne (ZPAV)                          | 6        |
| 2017  | Royaume-Uni (UK Singles Chart)          | 9        |
| 2017  | Russie Airplay (Tophit)                 | 22       |
| 2017  | Slovénie (SloTop50)                     | 9        |
| 2017  | Suède (Sverigetopplistan)               | 3        |
| 2017  | Suisse (Schweizer Hitparade)            | 3        |
| 2018  | Roumanie (Airplay 100)                  | 99       |

## Certifications
| Région | Certification | Ventes/Streams |
| --- | ------------- | -------------- |
| Australie (ARIA) | 8 × Platine   | 70 000^        |
| Autriche (IFPI) | Platine       | 0x             |
| Belgique (BEA) | 3 × Platine   | 0*             |
| Canada (Music Canada) | 6 × Platine   | 80 000^        |
| Danemark (IFPI) | Platine       | 90,000^        |
| France (SNEP) | Diamant       | 250,000*       |
| Allemagne (BM) | 2 × Platine   | 0^             |
| Italie (FIMI) | 7 × Platine   | 0‡             |
| Nouvelle-Zélande (RMNZ) | Platine       | 15 000*        |
| Norvège (IFPI) | 3 × Platine   | 10 000*        |
| Pologne (ZPAV) | 4 x Platine   | 80,000*        |
| Portugal (AFP) | Platine       | 10,000‡        |
| Corée du Sud (Gaon) | NC            | 936,917        |
| Espagne (PME) | 2 × Platine   | 0^             |
| Suède (GLF) | 9 × Platine   | 0x             |
| Suisse (IFPI) | 4 × Platine   | 0x             |
| Royaume-Uni (BPI) | 2 × Platine   | 1,450,000      |
| États-Unis (RIAA) | 5 × Platine   | 1 000 000^     |
| *Ventes selon la certification ^Mise en rayon selon la certification xNon précisé par la certification ‡ventes/streaming selon la certification |               |                |

## Historique de sortie
| Région        | Date            | Format                    | Version       | Label                  | Réf.    |
| ------------- | --------------- | ------------------------- | ------------- | ---------------------- | ------- |
| International | 22 février 2017 | Téléchargement de musique | Original      | - Disruptor - Columbia |         |
| Italie        | 22 février 2017 | Hit radio contemporaine   | Original      | Sony                   | [ 125 ] |
| États-Unis    | 28 février 2017 | Hit radio contemporaine   | Original      | Columbia               | [ 126 ] |
| International | 28 avril 2017   | Téléchargement            | Remix Pack EP | - Disruptor - Columbia | [ 22 ]  |

## Source
- (en) Cet article est partiellement ou en totalité issu de l’article de Wikipédia en anglais intitulé « Something Just like This » (voir la liste des auteurs).